# Philenoptera madagascariensis
Philenoptera madagascariensis là một loài thực vật có hoa trong họ Đậu. Loài này được (Vatke) Schrire mô tả khoa học đầu tiên năm 2000.